# Une noce au village
Pour plus de détails, voir Fiche technique et Distribution.
Une noce au village est un court métrage de Georges Méliès sorti en 1901 au début du cinéma muet.

## Fiche technique
- Réalisation, scénario et producteur : Georges Méliès
- Société de production : Star Film
- Format : Muet - Noir et blanc